# Jihlava
Jihlava (phát âm tiếng Séc: [ˈjɪɦlava] ⓘ; tiếng Đức: Iglau) là một thành phố thuộc vùng Vysočina của Cộng hòa Séc. Thành phố có tổng diện tích 79  km². Theo điều tra năm 2009 là 51.375 người.
Jihlava là một trung tâm của vùng Vysočina, nằm bên sông Jihlava (tiếng Đức là Igel) trên biên giới giữa Moravia và Bohemia cổ xưa, và là thị trấn khai khoáng lâu đời nhất tại Cộng hòa Séc, khoảng 50 năm nhiều hơn Kutna Hora.
Trong số các tòa nhà chính có nhà thờ phong cách kiến trúc gothic đầu St Jacob, nhà thờ Friars Minor Đức Mẹ và nhà thờ Thánh giá, nhà thờ theo phong cách baroque -  nhà thờ của Thánh Ignatiô Loyola, tòa thị chính. Ngoài ra còn có một nghĩa trang của người Do Thái, có chứa một số di tích đáng chú ý bao gồm cả bia mộ của cha mẹ của Gustav Mahler.